# میو اوتانی
میو اوتانی (ژاپنی: 大谷 未央؛ زادهٔ ۵ مهٔ ۱۹۷۹) بازیکن فوتبال اهل ژاپن است که در تیم ملی فوتبال زنان ژاپن بازی کرده‌است.